# Els Cosins del Sac
Els Cosins del Sac és un grup de música tradicional de Vilafranca del Penedès creat el 1990. Els fundadors van ser Xavier Bayer (sac de gemecs i gralla), David Miret (clarinet, flabiol i saxo soprano) i Paquita Casanovas (violí), la qual abandonaria el grup poc després. Posteriorment, s'hi van afegir Oriol Palau Masana (bateria i percussions) i Lluís Tetas Palau (guitarra, mandola i veu) i, més endavant, Paton Felices (teclat i piano), Eduard Mañé (fiscorn, trombó i veu) i Custodio Muñoz (tuba). Aquesta formació va ser estable durant molts anys, fins que Paton Felices va abandonar el grup i va incorporar-se els darrers anys Pau Bayer (violí). La combinació d'instruments tradicionals i moderns és un signe identitari de la formació.
El seu repertori està bàsicament constituït per temes de ball, tant velles danses col·lectives (sardana, rigodon, ball pla, contradansa…), com temes de ball de parella tradicionals dels segles XIX i de principis del XX (valsos, polques, xotis, masurques, pasdobles, tangos…) i altres ritmes (fox-trots, xa-xa-xà, boleros, havaneres, rumbes…). Si bé el ball, el concert i l'animació d'actes són el tipus d'espectacle bàsic de la seva activitat, també han produït espectacles pedagògics infantils sobre la música tradicional, i han col·laborat en concerts de romanços amb Jaume Arnella.

## Trajectòria
Durant aquests anys el grup ha participat a nombrosos festivals de música tradicional d'arreu: Tradicionàrius, Mercè Folk, Expocultura'94, Girona Folk, Cornamusam d'Olot, FIMPT de Vilanova, Música a la Vila del Vendrell, Mercat de Música Viva de Vic, Q-Rambla de Girona, Folk Segovia Arxivat 2021-07-31 a Wayback Machine., Hort de la Música a Tortosa, Danses a la plaça del Rei, Solc al Lluçanès, Balla Bisaura, Fira d'Espectacles d'Arrel Tradicional de Manresa, Festacarrer d'Ondara (Alacant), Aplec Internacional de la Sardana de Lisboa (2002) i Malmö, Suècia (2006), Música als Castells de Catalunya...

## Discografia
Els Cosins del Sac han editat sis discos: tres amb música de ball, un de música de concert, dos espectacles infantils i un videoclip.
- ...al final del ball t'espero (Sonifolk, 1994; ref. 20057)
- L'estrafolari (Sonifolk, 1997)
- Ton pare balla el drac (Ventilador Music, 2000)
- Vull una escombra voladora (Discmedi, 2002)[2]
- Entre cosins (Bullanga Records, 2004)
- Bell ball vell (Temps Record, 2008)[3]
- Rumbeta de la festa major (videoclip)[4]